# Ctenotus rutilans
Ctenotus rutilans là một loài thằn lằn trong họ Scincidae. Loài này được Storr mô tả khoa học đầu tiên năm 1980.